# Economía de México-Tenochtitlan

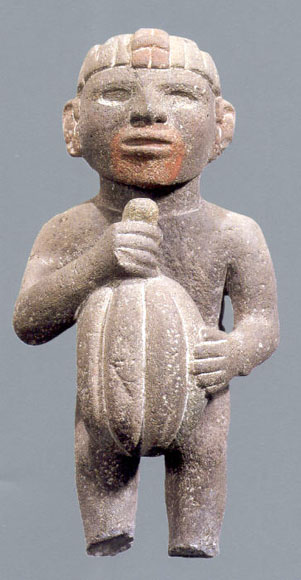
Escultura de un hombre azteca sosteniendo un cacao, el cual representaba, al igual que las habichuelas, la moneda oficial del pueblo mexica.

La economía de México-Tenochtitlan se caracterizaba por la gran importancia de dos actividades, la agricultura y el comercio. La primera tuvo un gran valor en el desarrollo económico del pueblo mexica llevando incluso a desarrollar su propio tipo de agricultura, el de las chinampas (del náhuatl chinamitl, seto o cerca de cañas). Por su lado, el comercio estaba a cargo de los pochetcas (comerciantes) que, en general, se tenían en gran estima y su nivel social era suficientemente elevado, aunque esto no los eximía de pagar tributo. De igual manera, el comercio se realizaba a través del trueque, y en la que utilizaron como moneda, el grano de cacao y las habichuelas. Esta clase de comercio favoreció el intercambio de productos.
Los Tianquiztli eran supermercados amplios con gran cantidad de concurrencia cada día y eran el lugar ideal donde se ejercía el comercio. Todas las mercancías se mostraban de acuerdo con su origen y naturaleza y en riguroso orden. En estos mercados solía asistir de entre 20.000 y 30.000 personas que diariamente vendían o compraban cosas necesarias para su familia, sin embargo, en los Tianquiztli había jueces y supervisores además de recoger los respectivos impuestos, verificaban que las transacciones fueran justas, pues muchas solían ser farsas.

## Historia y economía
Como un dato interesante se debe mencionar que la región lacustre donde se expandió la Ciudad de México anteriormente estuvo casi deshabitada. Quizá sólo sirvió de asiento de pescadores y recolectores de productos lacustres y paso obligado de las caravanas de comerciantes. Los mexicas, después del descalabro que sufrieron al intentar establecerse en el área de Chapultepec (principios del siglo XIV) y tras breves asentamientos en varias regiones ribereñas, lograron finalmente fundar una población estable hacia 1325. Años más tarde, la ciudad se dividió en dos grandes porciones: México-Tenochtitlan al sur y México-Tlatelolco al norte. La posibilidad de supervivencia en un medio acuático se debió a que eran portadores de una cultura que se conoció como atlacachichimeca, es decir, "gente chichimeca que vive en el agua". Como Aztlán, la tierra donde originalmente residían los mexicas, se describe como una isla en medio de un lago, los mexicas construían chinampas y así fueron capaces no sólo de sobrevivir sino de hacer crecer su ciudad.
Es que en las primeras fases de desarrollo, los mexicas hayan tenido una economía basada en la caza, pesca y recolección de productos lacustres, la cual se complementaba con una producción limitada de maíz. Como mercenarios de señoríos más poderosos, también adquirían parte del botín que a veces consistía en materias primas necesarias para manufacturar objetos suntuarios o de uso de la nobleza. Esta primera etapa que muestra los orígenes muy modestos de los mexicas, con una sencilla economía, terminaría hacia 1431 con la derrota del señorío tepaneca de Azcapotzalco. Los vencedores, Itzcóatl de Tenochtitlan y Nezahualcóyotl de Texcoco-Acolhuacan, crearon una organización política expansiva junto con Tlacopan o Tacubaya, y se conoció como la Triple Alianza.